# HD 145457
HD 145457は、かんむり座の方向にある7等星の恒星である。

## 概要
K0のスペクトルを持つ橙色巨星に分類され、地球から約410光年の位置にある。
2010年、東京工業大学の佐藤文衛らのグループは、すばる望遠鏡や中国・韓国の2m級望遠鏡、岡山天体物理観測所の1.88m望遠鏡等を用いた精密な視線速度の観測結果から、木星質量の2.9倍以上の質量を持つ太陽系外惑星HD 145457 bが存在するという研究結果を発表した。惑星の公転周期は約176日、軌道離心率は0.11、軌道長半径は0.76天文単位 (au) とされる。
| 名称 （恒星に近い順） | 質量     | 軌道長半径 （天文単位） | 公転周期 (日) | 軌道離心率    | 軌道傾斜角 | 半径 |
| --------------------- | -------- | ----------------------- | ------------- | ------------- | ---------- | ---- |
| b                     | > 2.9 MJ | 0.76                    | 176.30 ± 0.39 | 0.112 ± 0.035 | —          | —    |

## 名称
2019年、世界中の全ての国または地域に1つの系外惑星系を命名する機会を提供する「IAU100 Name ExoWorldsプロジェクト」において、HD 145457は日本に割り当てられる系外惑星系となった。このプロジェクトは、「国際天文学連合100周年事業」の一環として計画されたイベントの1つで、日本国内での選考、国際天文学連合 (IAU) への提案を経て太陽系外惑星とその主星に固有名が承認されるものであった。2019年12月17日、IAUから最終結果が公表され、HD 145457はKamuy（カムイ）、HD 145457 bはChura（ちゅら）と命名された。「カムイ」はアイヌ語で「霊的なエネルギーを持つ超自然的な存在」、「ちゅら」は琉球語で「自然の美しさを意味する言葉」にちなむとされている。